# Linéature
La linéature est le nombre de lignes contenues dans une distance d'un pouce dans une trame d'impression : LPP (lignes par pouce).
Les lignes sont imprimées selon des angles différents afin d’améliorer la finesse de définition.
La linéature est donc le nombre de lignes (composées de points de trame) au pouce. On pourrait définir la linéature comme : un nombre de rangées de points formant des lignes comptées, soit au pouce soit au cm.
- Plus la linéature est élevée (par exemple, 150 lpp), plus les points sont petits et proches.
- Plus la linéature est faible (par exemple, 60 lpp), plus les points sont de grande taille et espacés.

Une linéature faible est adaptée aux documents visualisés de loin tels que les affiches publicitaires 4m x 3m (65 lpp).
Une linéature élevée est adaptée aux documents nécessitant une définition importante comme les magazines en quadrichromie (133 lpp).
La linéature la plus élevée semble être de 340 lpp (points de 21 microns).
À l'œil nu, la différence entre 240 lpp et 340 lpp n'étant pas décelable, ce type de définition n'est utile que pour des cas nécessitant l'impression de détails infimes.
La source devant bien entendu "fournir" les détails à imprimer, ces linéatures ne sont pas accessibles au grand public.  